# Viry (Jura)
Viry település Franciaországban, Jura megyében. Lakosainak száma 893 fő (2022. január 1.). Viry Arbent, Belleydoux, Dortan, Échallon, Les Bouchoux, Choux, Lavancia-Epercy, Rogna és Vaux-lès-Saint-Claude községekkel határos.

## Népesség
A település népessége az elmúlt években az alábbi módon változott:
| Lakosok száma | 507  | 654  | 788  | 885  | 926  | 948  | 927  | 904  | 890  | 893  |
|               | 1968 | 1982 | 1990 | 2006 | 2013 | 2015 | 2017 | 2019 | 2020 | 2022 |